# A dühöngő grizzly
A dühöngő grizzly (eredeti cím: Grizzly Rage) 2007-ben bemutatott kanadai horrorfilm David DeCoteau rendezésében. A főbb szerepekben Tyler Hoechlin, Graham Kosakoski, Brody Harms és Kate Todd látható. 
A RHI Entertainment cég gyártásában készült film 2007. június 7-én jelent meg Kanadában.

## Cselekmény
Shaun, Ritch, Wes és Lauren, a négy fiatal most végzett a középiskolában. Érettségijük megünneplésére elmennek kirándulni egy kanadai erdőbe. Az egyik nap véletlenül elütnek egy grizzly bocsot. Miközben arról vitatkoznak, eltemessék-e az állatot, meghallják, amint egy kifejlett grizzly közeledik feléjük és menekülőre fogják.
A medve megtalálja és megöli Ritch-t. Következő áldozata Wes, hiába próbálják őt kirángatni a többiek a vérengző állat karmai közül. A többiek ezután autóval menekülnek el a helyszínről. Miközben Shaun vezet, a medve kirángatja a kocsijából, és vele is végez. Mindeközben az áldozatok száma egyre nő.

## Szereplők
| Szerep         | Színész          | Magyar hang   |
| -------------- | ---------------- | ------------- |
| Wes Harding    | Tyler Hoechlin   | Láng Balázs   |
| Lauren Fiddley | Kate Todd        | Dögei Éva     |
| Shaun Stover   | Graham Kosakoski | Renácz Zoltán |
| Ritch Petrosky | Brody Harms      | Sörös Miklós  |